# Sebright

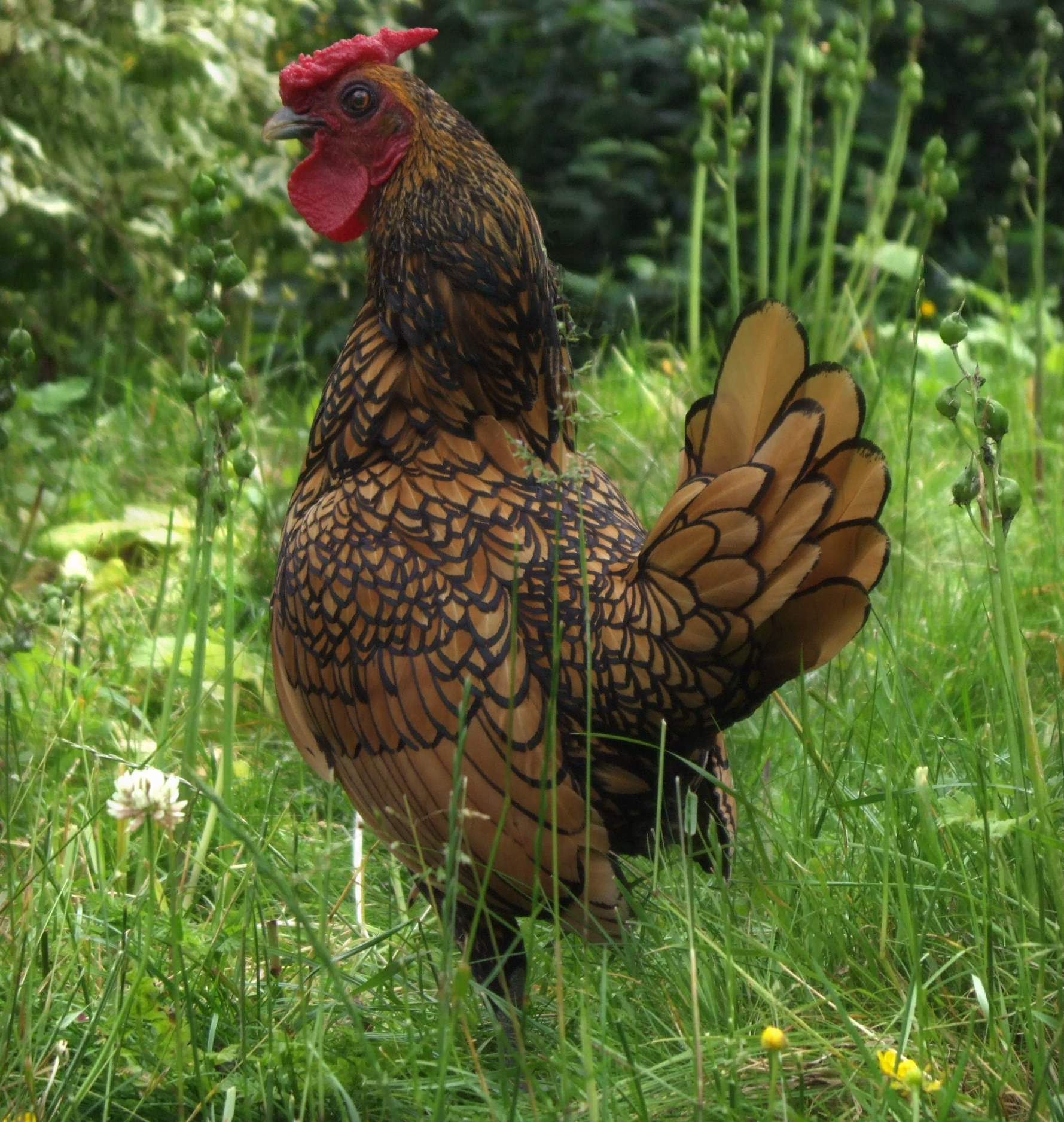
Tupp, guldfärgad.

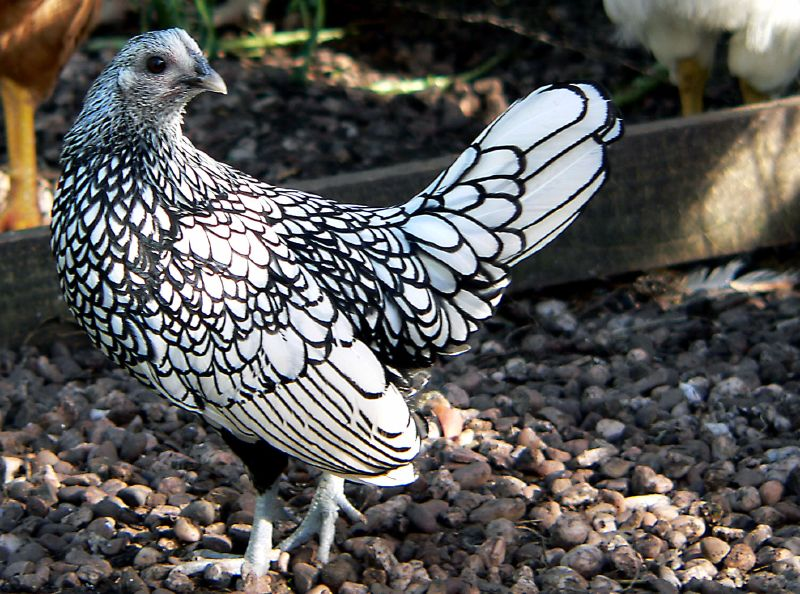
Höna, silverfärgad

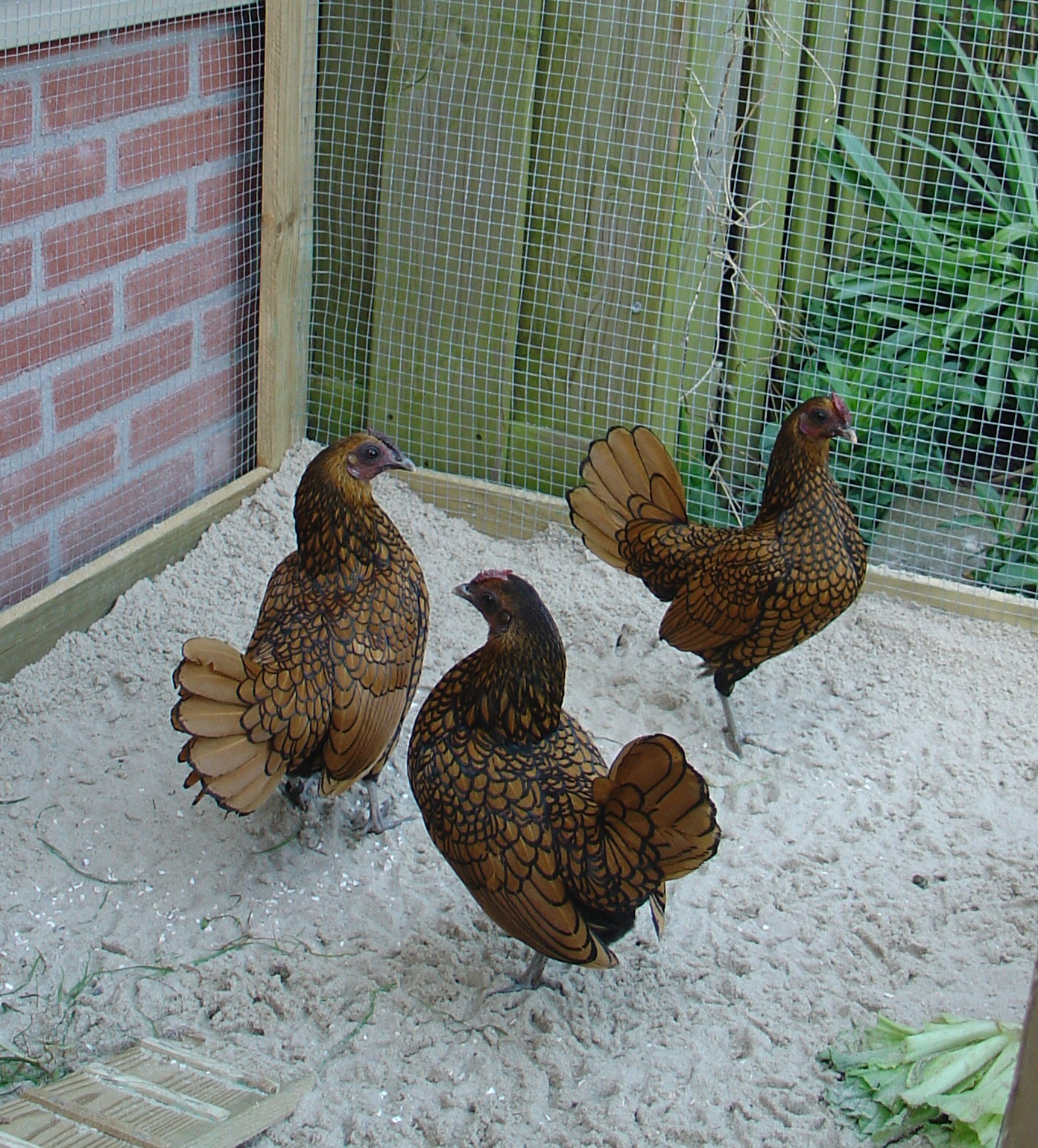
Tre sebrighthönor.

Sebright är en dvärghönsras som härstammar från Storbritannien där den framavlades av Sir John Sebright under 1800-talet. Rasen hör till urdvärgarna, det vill säga det finns ingen motsvarande stor hönsras. Den är en temperamentsfull, liten men orädd hönsras med medelmåttig värpförmåga som främst hålls som dekorativ prydnadsras.
Rasen finns i tre färgvarianter, citron, guld och silver. Karakteristiskt för rasen är att dess fjädrar har svart kant, vilket ger dess fjäderdräkt ett mycket distinkt utseende.  En annan egenskap för sebright är att tuppen är så kallad hönsbefjädrad. Detta innebär att tuppen saknar sadel‐ och halsbehäng samt har en stjärt som liknar hönans. 
En höna väger omkring 500 gram och en tupp 600 gram. Äggen har vit till svagt gulaktig skalfärg och väger ungefär 30 gram. Hönornas ruvlust är svag. Rasen har bra flygförmåga, om den hålls utomhus behövs hönsnät vanligen även över inhägnaden.

## Färger
- Citron svartsömmad
- Citron vitsömmad
- Guld
- Silver
- Gulvitsömmad
- Eikenburger (svart)
- Eikenburger (vit)
- Eikenburger (Gul)